# Rallye Šumava 2007
42. Mogul Šumava rallye Klatovy se pořádala ve dnech 2. až 3. února 2007. Byla druhou soutěží Global Assistance mezinárodního mistrovství České republiky v rallye. Vítězem se stal Václav Pech mladší se spolujezdcem Petrem Uhlem s vozem Mitsubishi Lancer Evo IX. Bylo přihlášeno 66 posádek.
Termín byl oproti předchozím letům posunut na začátek února. Přesto však pro zimní soutěž nebylo dostatek sněhu. Účast posádek také nebyla vysoká, pouze 66. Servisní zóna byla v kasárnach v Janovicích.

## Celkový popis
První zkouška byla na Čínovském okruhu. Po nich na závodníky čekala noční etapa. Nejzrádnější z trojce zkoušek byl Koráb, kde vypadla řada účastníků. Druhá etapa byla také pozměněna. Použití pneumatik s hroty bylo povoleno jen na některých úsecích. Sníh ale nakonec roztál.
Za favorita byl považován Roman Kresta (vítěz 2001 a 2003), kterého navigoval Petr Gross. Stejně jako Pech řídil vůz Lancer Evo IX v barvách Mogulu. Pecha motivovalo získání vítězství, které ještě na kontě neměl. Další favorité byli Václav Arazim, Hermann Gassner, Pavel Valoušek, Karel Trojan a Jani Paasonen.

## Průběh

### Produkční vozy
Na okruhu vyhrál Kresta před Arazímem a Pechem. Ten nedobrzdil před Činovem a vyjel mimo trať. Ještě před startem odstoupil Vojtěch Štajf. U jeho Subaru Impreza STi odešla pojistka. Pro poruchu elektroniky odstoupil s Lancerem i Petr Hozák. Odstoupili i Jan Jelínek, Jaromír Tomaštík a Milan Liška.
První dvě noční etapy vyhrál opět Kresta. Pech udělal jezdeckou chybu a nabral ztrátu. Druhé místo držel Valoušek, třetí byl Gassner. Pech se po stíhací jízdě posunul na čtvrtou pozici. Při druhém průjezdu zkouškou Koráb ale udělal Kresta chybu a převrátil se přes střechu. Auto ale bylo schopně pokračovat. Havaroval i Valoušek, který se propadl na 58. pozici, a Josef Semerád. Odstoupit musel i Paasonen.
Po prvním dnu měl tedy Pech náskok přes dvacet sekund na Krestu, třetí byl Gassner. V první sobotní erzetě chtěl Kresta stáhnout ztrátu, ale opět havaroval a musel odstoupit. Druhý dokončil Gassner. Boj byl o třetí příčku mezi Arazímem, Trojanem a Janem Štěpánkem. Ten ale havaroval. Trojan se dostal před Arazíma, ale tomu později stejně praskl ráfek a propadl se na šestoup pozici. Trojanovi pro změnu přestalo fungovat turbodmychadlo a začal se na něj dotahovat Emil Triner. Ten nakonec skončil čtvrtý. První desítku produkčních vozů doplnili Votava, Gavlák, Tuček a Vacek.

### Skupina A

#### A/2000
Zvítězili bratři Bočkové se Škodou Octavia TDI. Druhý dojel Kubata s vozem Ford Escort a třetí Kulhan s Fábií

#### A/1600
Zpočátku vedl vítěz lednové Jänner rallye Miroslav Tarabus s vozem Suzuki Swift S1600. Při průjezdu Korábem ale chyboval. Do vedení se tak dostal Josef Peták s Cliem. Za ním dojížděl Antonín Tlusťák s vozem Citroën Saxo Kit Car. I ten ale havaroval. Pozici po něm převzal Minařík jezdící s Fiatem Punto. Ten měl ale v sobotu ráno technické problémy a spíše odolával tlaku Petra Zedníka s Fiestou S1600. Čtvrtý dojel David Tomek s Felicií Kit Car.

#### A/1400
Vyhrál Ducháček i přes kolizi s pomalejším Mitsubishi. Z počátku se na něj dotahoval Achs, ale ztratil na Korábu a z čelních pozic vypadl. Pak se na druhém místě držel Sýkora s Felicií, ale prorazil kolo a musel odstoupit. Na třetím místě se pohybovali manželé Kopelentovi, kteří ale prorazili všechna kola. Bronz tak spadl do klína Martinu Melounovi.

### Skupina N

#### N/2000
V úvodu vedl Petr Křížek s Hondou Civic Type-R. Na druhém místě jezdila posádka Rada-Petr s Alfou Romeo 147. ta se po erzetě Koráb dostala do vedení. V sobotu Rada prorazil kolo, ale Křížka vyřadila prasklá poloosa. Třetí dojel obhájce titulu Jan Vaňáč.

#### N/1600
Zpočátku vedli manželé Trojanovi s vozem Volkswagen Polo. Na nočních etapách se před ně dostal Jan Šlehofer s Hondou Civic. V sobotu Trojan stahoval náskok, ale vinou defektu skončil druhý. Třetí dojel Patrik Hlach také s Civicem.

#### N/1400
V téhle kategorii jezdil osamoceně Václav Stejskal s novým vozem Dacia Logan

## Výsledky[1]

### Celkové
1. Pech-Uhel – Mitsubishi Lancer Evo IX
2. Gassner-Thannhäuser – Mitsubishi Lancer Evo IX
3. Trojan-Řihák – Mitsubishi Lancer Evo IX
4. Triner-Achsová – Subaru Impreza STi
5. Votava-Synáč – Mitsubishi Lancer Evo VIII
6. Arazim-Gál – Mitsubishi Lancer Evo IX
7. Gavlák-Hůlka – Mitsubishi Lancer Evo IX
8. Tuček-Tesař – Mitsubishi Lancer Evo VI
9. Peták-Benešová – Renault Clio S1600
10. Vacek-Novák – Subaru Impreza STi

### Skupina A
1. Peták-Benešová – Renault Clio S1600
2. Minařík-Semela – Fiat Punto S1600
3. Zedník-Pražák – Ford Fiesta S1600
4. Ducháček-Dufek – Škoda Felicia Kit Car
5. Tomek-Zeman – Škoda Felicia Kit Car
6. Tlusťák-Dresler – Citroën Saxo Kit Car
7. Brynda-Vorel – Škoda Felicia
8. Meloun-Třebínová – Škoda Fabia
9. Boček-Boček – Škoda Octavia TDI
10. Vodička-Dobiš – Škoda Felicia